# قلوب العالم
قلوب العالم (بالإنجليزية: Hearts of the World) هو فيلم أبيض وأسود صامت أمريكي صدر عام 1918 عن الحرب العالمية الأولى كتبه وأنتج وأخرجه ديفيد غريفيث. وفي محاولة لتغيير موقف الجمهور الأمريكي المحايد تجاه الحرب، اتصلت الحكومة البريطانية بجريفيث بسبب مكانته وسمعته في صناعة الأفلام الدرامية. الفيلم من بطولة ليليان ودوروثي غيش وروبرت هارون. تم إنتاج الفيلم بواسطة دي دبليو جريفيث للإنتاج وشركة فيموس بلايرز-لاسكي كوربوريشن وتم توزيع لجنة مكتب الحرب بواسطة باراماونت بيكتشرز تحت اسم شركة آرتكرافت بيكتشرز.

## طاقم التمثيل
- ليليان غيش بدور الفتاة (ماري ستيفنسون)
- جوزفين كرويل بدور والدة الفتاة
- روبرت هارون بدور الصبي (دوجلاس جوردون هاملتون)
- كيت بروس بدور والدة الصبي
- دوروثي غيش بدور الصغير المزعج
- بين الكسندر بدور الأخ الأصغر للصبي
- نويل كوارد بدور الرجل الذي يحمل عربة يدوية/قروي في الشوارع
- السير إدوارد غراي بدور نفسه (غير مذكور)1
- آن هارون بدور امرأة مع ابنتها (غير مذكور)
- جون هارون بدور صبي يحمل برميلًا (غير مذكور)
- ماري هارون بدور فتاة جريحة (غير مذكور)
- تيسي هارون بدور لاجئة (غير مذكور)
- ليدي لافيري بدور ممرضة (غير مذكور)
- جولز ليمونتير بدور حامل نقالة (غير مذكور)
- أدولف ليستينا بدور الجد
- ديفيد لويد جورج بدور نفسه (غير مذكور)
- ديانا مانرز بدور ممرضة (غير مذكور)
- رينيه فيفياني بدور نفسه (غير مذكور)1
- إريك فون ستروهايم بدور هان (غير مذكور)
- فرانسيس ماريون بدور الأخ الآخر للأولاد (غير مذكور)

* ملاحظة 1: يظهر في لقطات أرشيفية

## روابط خارجية
- قلوب العالم  في قاعدة بيانات الأفلام على الإنترنت (بالإنجليزية)
- قلوب العالم على موقع أول موفي.| - ع - ن - ت أفلام من إخراج ديفيد غريفيث | - ع - ن - ت أفلام من إخراج ديفيد غريفيث                                                                                                                                                                                                                                                                                                                                                                                                                                                                                                                                                                                                                                                                                                                                                                                                                                                                                                                                                                                                                                                                                                                                                                                                                                                                                                                                                                                                                                                                   |
| --------------------------------------- | --- |
| 1908                                    | - مغامرات دوللي - الكفاح من أجل الحرية - ابنة حارس الحانة - الأفعى السوداء - الرجل الأحمر والطفل - حفلة الخداع - لصوص واترلو - هروب كارثي - قفاز دهني - الرجل والمرأة - الساعة القاتلة - من أجل حب الذهب - رفض عند المذبح - من أجل شرف الزوجة - خيانة ببصمة اليد - صباح الاثنين في محكمة شرطة كوني آيلاند - الفتاة والخارج عن القانون - وراء الكواليس - الفتاة الحمراء - قلب أوياما - حيث هدير الكسارات - زوج مدخن - الجواهر المسروقة - الشيطان - قلب الزولو - الأب يدخل اللعبة - إنغومار البربري - عهد راعي البقر - زوجة المزارع - قصة حب يهودية - نداء البرية - إخفاء لص - بعد سنوات عديدة - ذهب القراصنة - ترويض النمرة - حرب العصابات - أغنية القميص - الجاحد - طريق المرأة - رجل النادي والصعلوك - جنون المال - زوجة الخادم - العداوة والديك الرومي - الحساب - اختبار الصداقة - لحظة فظيعة - لصوص عيد الميلاد - السيد جونز في الحفلة - يد العون |
| 1909                                    | - لمسة واحدة من الطبيعة - الطاهية المجنونة - ضيافة السيدة جونز - شرف اللصوص - الحب يجد طريق - التضحية - هروب ريفي - هؤلاء الأولاد! - المنوم المغناطيسي الإجرامي - السيدة فرانسيس الرائعة - السيد جونز يقيم حفلة ورقية - تلك القبعات الفظيعة - اللص المرحب به - حبل الحياة - الفتيات والأب - ماسة براهما - إدغار آلان بو - إكليل في الوقت المناسب - حب مأساوي - عمود الستارة - حب أجنحته - آل جونز لديهم مسرحيات هواة - خنجر هندي - قصة حب سياسي - لويس الذهبية - عند المذبح - الجاسوس البروسي - والدة زوجته - انتقام الأحمق - الساق الخشبية - قلب عجلة - فتاة جيش الخلاص - إغراء الثوب - لقد فعلتها - صوت الكمان - الخداع - وصبي صغير يسوقها - خطأ اللص - زجاجة الدواء - جونز وجيرانه الجدد - إصلاح السكير - محاولة القبض عليه - الطريق إلى القلب - مضيفة وقحة - حملة شنايدر ضد الضوضاء - نائم عميق - مغامرة السيدة هيلين - جيم المحظوظ - جونز والسيدة وكيلة الكتب - القيامة - ذاكرتين - الهروب مع العمة - الكريكيت على الموقد - صانع الكمان في كريمونا - خدعة جديدة - الفيلا المنعزلة - عودة الابن - أول بسكويت لها - طبيب الريف - مؤامرة الكاردينال - قلوب رقيقة - صديق العائلة - التخلي - العود المُصلح - الغرفة المغلقة - الحبيبة الصغيرة - المتمردون الهسيانيون - كوماتا، السووي - الانتقام - في كنتاكي القديمة - جورب جلدي - بيبا باسيز - سخرية القدر - حبه الضائع - آلهة جيبسون - رعاية الأفعى - قرص الموت: قصة من فترة كرومويل - من خلال الكسارات - رؤية الرجل الأحمر - زاوية في القمح - فخ لسانتا كلوز - في إيطاليا الصغيرة - لإنقاذها الروح - اليوم التالي - اختيار زوج - لعبة بيل شاركي الأخيرة |
| 1910                                    | - الطريق الصخري - المرأة من ميلون - الإنجليزي والفتاة - في كاليفورنيا القديمة - المخلص - الأخوين - كما هي الحال في الحياة - قصة حب من التلال الغربية - البحر الذي لا يتغير - رامونا - في موسم البراعم - طفل من الغيتو - في الولايات الحدودية - ماذا قالت ديزي - ومضة من الضوء - خادمة أركادية - البيت ذو النوافذ المغلقة - بيغي العنيدة - المسرف العصري - طريق موهوك - القسم والرجل - وردة سالم تاون - الهارب - استعادة حبه |
| 1911                                    | - الطريقان - الحلاق الإيطالي - ثقته - أوفى بعهده - تحول القدر - نبضات قلب منذ زمن بعيد - ماذا سنفعل مع رجلنا الكبير؟ - صيادو السمك - ابنته - زنبق المساكن - حكم القدر - هل كان جباناً؟ - العميل لونديل - الغجر الأسباني - الصليب المكسور - كيف انتصرت - الثوب الجديد - الطريق الملتوي - الوردة البيضاء في البرية - ابتسامة طفل - إينوك أردن: الجزء الأول - إينوك أردن: الجزء الثاني - النداء البدائي - دماء القتال - الإخوة الهنود - كوبيد ريفي - آخر قطرة ماء - الخروج من الظل - الأميرة العمياء والشاعر - سيوف وقلوب - ما يصنع منه الأبطال - صحوتها - صناعة الرجل - مغامرات بيلي - الطريق الطويل - الحب في التلال - المعركة - عبر الوديان المظلمة - قلب البخيل - امرأة محتقرة - صوت الطفل |
| 1912                                    | - الأم الأبدية - المحاسب العجوز - من أجل ابنه - تحول مايك - حب الأخت - تحت سماء مشتعلة - شعاع الشمس - سلسلة من اللؤلؤ - الفتاة وثقتها - جذر الشر - إلهة وادي سيجبراش - العقاب - أنثى من هذا النوع - تمامًا مثل المرأة - واحدة أعمال والآخر جريمة - الشر الأصغر - وحش في الخليج - منبوذ بين المنبوذين - أهل الوطن - هدنة مؤقتة - الروح المستيقظة - شهوة الإنسان للذهب - نشأة الإنسان - رمال دي - الطريق الضيق - الدائرة الداخلية - تغيير الروح - عدو غير مرئي - حب أعمى - المذبحة - ابنتا حواء - أصدقاء - قريب جدًا، ولكن بعيد جدًا - عداوة في تلال كنتاكي - بطانية الرئيس - في ممرات البرية - الشخص الذي أحبته - السيدة المرسومة - فرسان ممر الخنازير - الوراثة - الذهب واللمعان - طفلي - المخبر - وحشية - قبعة نيويورك - بطلي - معضلة اللص - صرخة من أجل المساعدة - الإله في الداخل |
| 1913                                    | - الأصدقاء الثلاثة - فتاة الهاتف والسيدة - مغامرة في غابة الخريف - الفتى ذو القلب الحنون - ديك رومي مسروق - الإخوة - النفط والماء - خداع بالصدفة - حب في شقة فندقية - طرق مكسورة - حيلة الفتاة - الضيف غير المرحب به - قريب من الأرض - القدر - دخيل مرحب به - الفتى الشريف - بطل إيطاليا الصغيرة - خيانة مريم - المضايقة الصغيرة - صبي أسيء فهمه - الرجل الأعسر - السيدة والفأر - لو كنا نعلم - المتجول - رغيف الخبز المسروق - بيت الظلام - الكلب الياكي - مجرد ذهب - انتقام رانشيرو - اعتراض في الوقت المناسب - ماراثون الموت - قلب الأم - الشاطئ الحزين - طفل العدو - الخطأ - رجلان من الصحراء (مفقود) - مادونا العاصفة - معركة وادي إلدربوش - ضمير حسن بك |
| 1914–1931                               | - جوديث من بيتوليا - معركة الجنسين - القوة الغاشمة - منزل، منزل جميل - الهروب - الضمير المنتقم - ولادة أمة - التعصب - قلوب العالم - الحب العظيم - ليليان غيش في مناشدة قروض الحرية - أعظم شيء في الحياة - رومانسية وادي السعادة - الفتاة التي بقيت في المنزل - زهور مكسورة - سوزي ذات القلب الصادق - أيام قرمزية - السؤال الأعظم - الراقصة المعبودة - إعادة تشكيل زوجها - زهرة الحب - الطريق إلى الشرق - شارع الأحلام - أيتام العاصفة - ليلة واحدة مثيرة - الوردة البيضاء - أمريكا - أليست الحياة رائعة - سالي من نشارة الخشب - تلك الفتاة رويل - أحزان الشيطان - طبول الحب - معركة الجنسين - سيدة الأرصفة - أبراهام لينكولن - النضال |